# Heptelia
Heptelia är ett släkte av skalbaggar. Heptelia ingår i familjen Melolonthidae.
Kladogram enligt Catalogue of Life:
| Heptelia | \| \| Heptelia polyphylla \| \| \| \| \| \| Heptelia stripidea \| \| \| \| |
|          | \| \| Heptelia polyphylla \| \| \| \| \| \| Heptelia stripidea \| \| \| \| |
|          | Heptelia polyphylla                                                        |
|          |                                                                            |
|          | Heptelia stripidea                                                         |
|          |                                                                            |